# Río Lozoya
El Lozoya es un río de la península ibérica, afluente del río Jarama, que atraviesa transversalmente el norte de la Comunidad de Madrid, en España. 
Este curso de agua, que tiene su fuente en el parque natural de Peñalara, en la vertiente madrileña de la sierra de Guadarrama, es el principal abastecedor de agua potable de la provincia. Su agua está considerada como una de las de mayor calidad para el consumo humano de España.
Es embalsado hasta en cinco ocasiones a lo largo de su curso de 91 km. Su principal embalse, El Atazar, es también el de mayor capacidad de almacenamiento de agua de la región. Su cuenca coincide con la comarca de la Sierra Norte, que tiene una superficie de 1265 km². Su curso forma el valle del Lozoya, donde se encuentra el municipio de Lozoya, del que el río toma su nombre.

## Curso

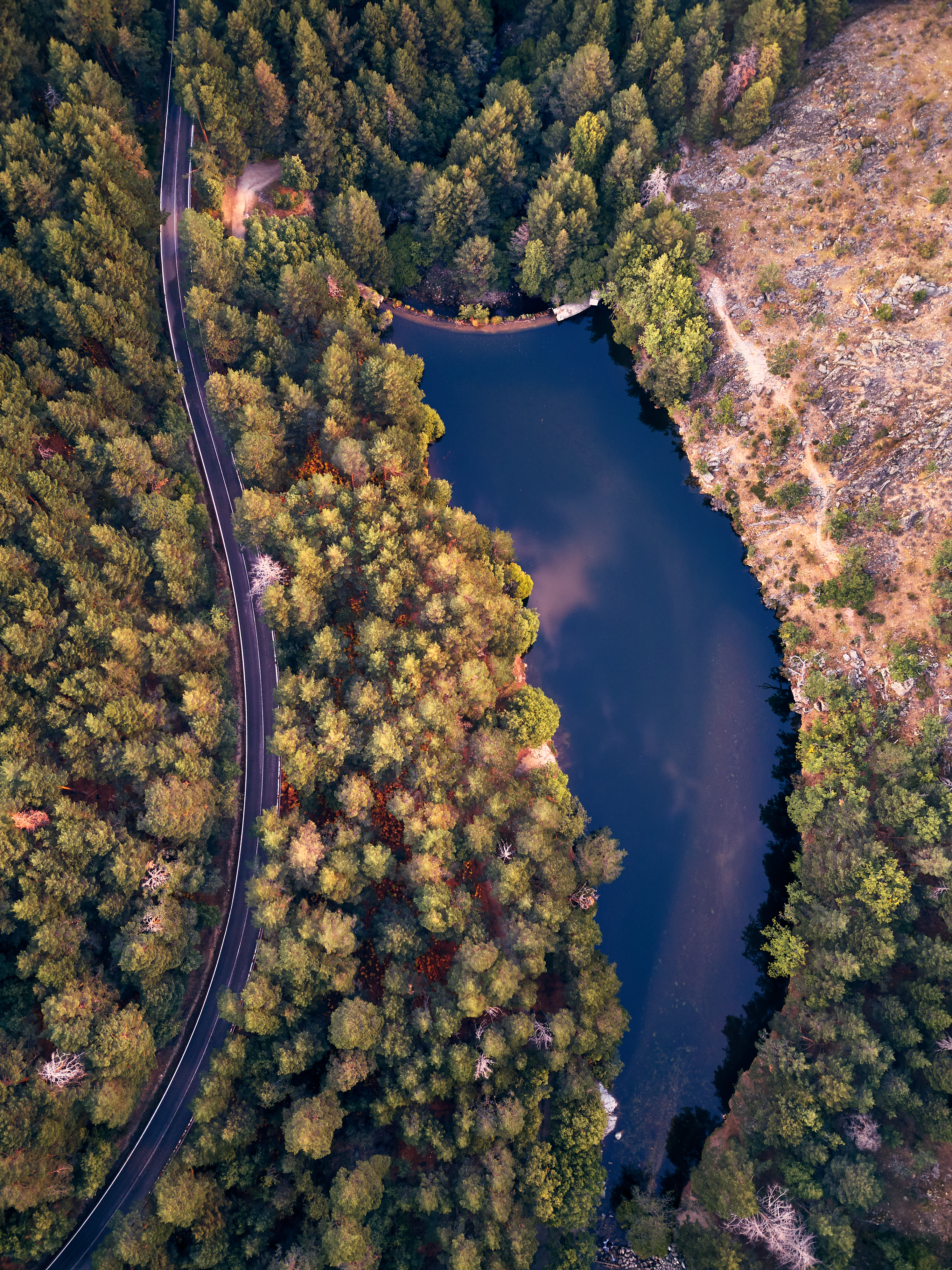
Embalse del Pradillo junto a la M-604, en el tramo en que el Lozoya recibe también el nombre de «arroyo de La Angostura».

En su tramo inicial, donde recoge las aguas de los arroyos Peñalara, de las Guarramillas y de las Cerradillas (término municipal de Rascafría), el río recibe el nombre de arroyo de La Angostura. Empieza a ser identificado como Lozoya cuando se une a los arroyos de Umbría y Aguilón. Su curso va de oeste a este, a diferencia de la mayoría de los ríos madrileños que surcan la comunidad de norte a sur. El río atraviesa primero la fosa tectónica comprendida entre la sierra de la Cuerda Larga y los Montes Carpetanos, en la zona conocida como valle alto del Lozoya, donde pasa cerca de la Cartuja de Santa María de El Paular, en Rascafría. A esta altura se encuentra también con el puente del Perdón, cuyo aspecto actual data del siglo XVIII.

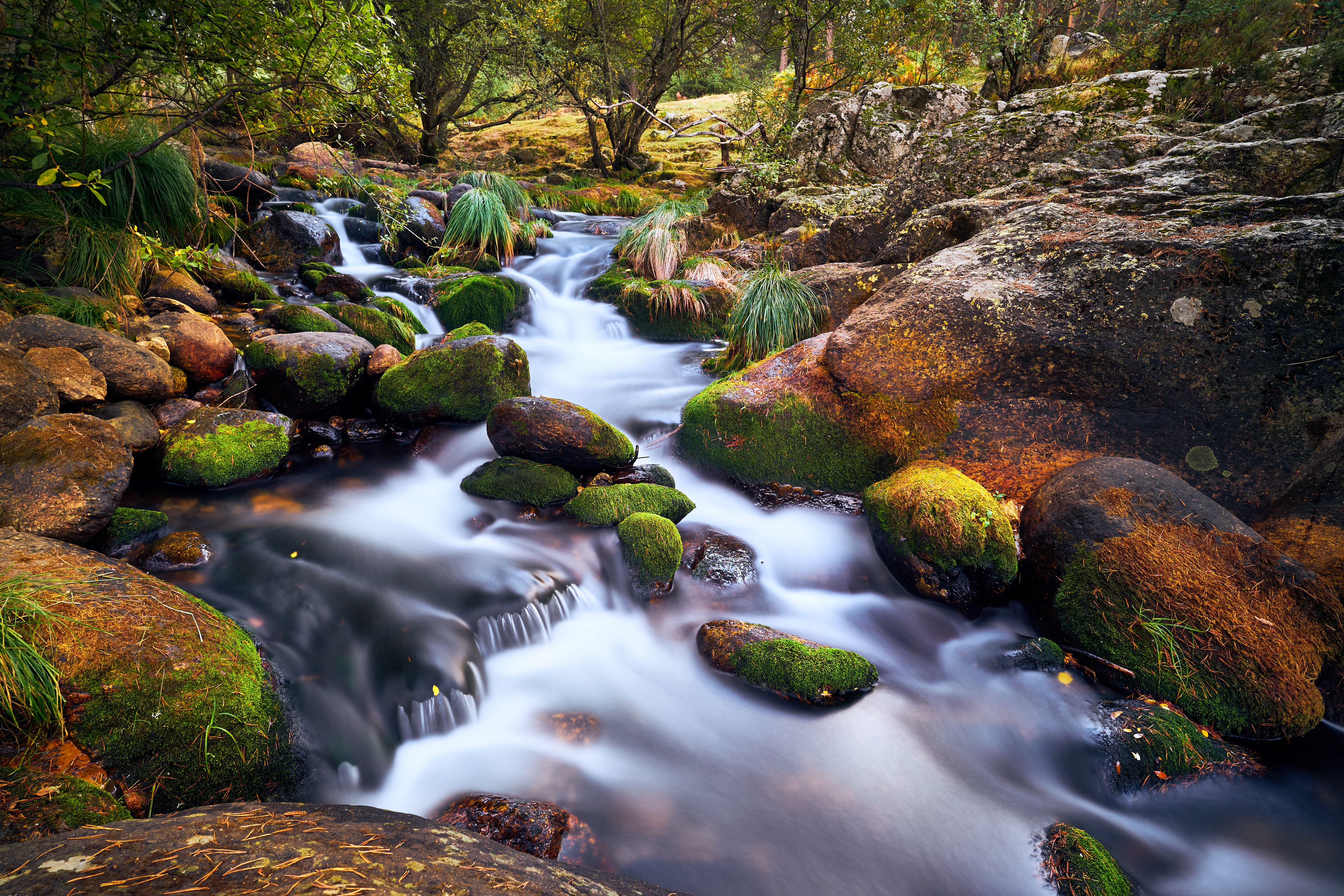
Curso alto

Se dirige después hacia Pinilla del Valle y Lozoya, donde es contenido por su primer gran embalse, el de Pinilla. Le siguen, más adelante, los embalses de Riosequillo, en el Valle Medio del Lozoya, y de Puentes Viejas, el primero de los tres construidos en el Valle Bajo. En la cola de este último embalse se encuentra Buitrago del Lozoya, la localidad más importante de todas por las que pasa el río y cuyo recinto amurallado fue edificado en la Alta Edad Media en uno de sus meandros. Posteriormente, recibe las aguas (en territorio perteneciente al pueblo de Gandullas) del río Madarquillos o de La Puebla, por discurrir próximo al municipio de Puebla de la Sierra, con sus afluentes el río Riato y el río Cocinillas.
A continuación el río vuelve a ser retenido en los embalses de El Villar y de El Atazar, siendo el embalse de El Atazar la principal fuente de abastecimiento de agua para consumo de Madrid; la preservación de la calidad de ésta es un objetivo prioritario que ha llevado a un estricto control de los usos del territorio en sus márgenes, incluyendo subvenciones a las poblaciones del entorno destinadas a limitar el impacto socioeconómico de las actividades productivas.
En su curso final, el Lozoya se encuentra con la vieja presa del Pontón de la Oliva (actualmente en desuso y que por las filtraciones de la zona nunca llegó a poder ser utilizada eficazmente), la primera de las grandes infraestructuras de ingeniería hidráulica construidas en torno al río (fue proyectada en 1848 y sus obras comenzaron en 1851). Unos metros más adelante, el Lozoya desemboca finalmente en el río Jarama al norte de Uceda.
El río aparece descrito en el décimo volumen del Diccionario geográfico-estadístico-histórico de España y sus posesiones de Ultramar de Pascual Madoz de la siguiente manera:

LOZOYA: r. en la prov. de Madrid, part. jud. de Torrelaguna, tiene su origen en el puerto de Peñalara, de una elevada sierra que domina el real sitio de San Ildefonso, prov. de Segovia, por la parte de SE., corre primero en dirección de O. á E., sigue despues la del N. hasta las inmediaciones de Buitrago, desde donde inclinándose ya hácia el E., ya hácia el SE. desemboca en el Jarama, al N. de Uceda, prov. de Guadalajara: durante su curso que es de 8 leg. atraviesa los térm. de Rascafria, Oteruelo, Alameda del Valle, Pinilla del Valle, Lozoya, Pinilla de Buitrago, Buitrago, Siete Iglesias y Navas de Buitrago, y da movimiento á una fáb. de papel continuo, y á 4 molinos harineros: tiene un puente en la v. de su nombre con un solo ojo cuyos estribos son peñas que le hacen solidísimo y sin temor de las grandes avenidas que se sobrevienen á los copiosos deshielos; y otro en Uceda, llamado de la Oliva, el cual cubre un insondable y cavernoso pozo que oculta en sus aguas peces de 30 libras, y desde cuyo punto toma principio el utilísimo pero corto canal de Cabarrús; cria pesca de ricas y abundantes truchas, anguilas, barbos, bogas y cachos.
(Madoz, 1847, p. 401)

## Importancia histórica

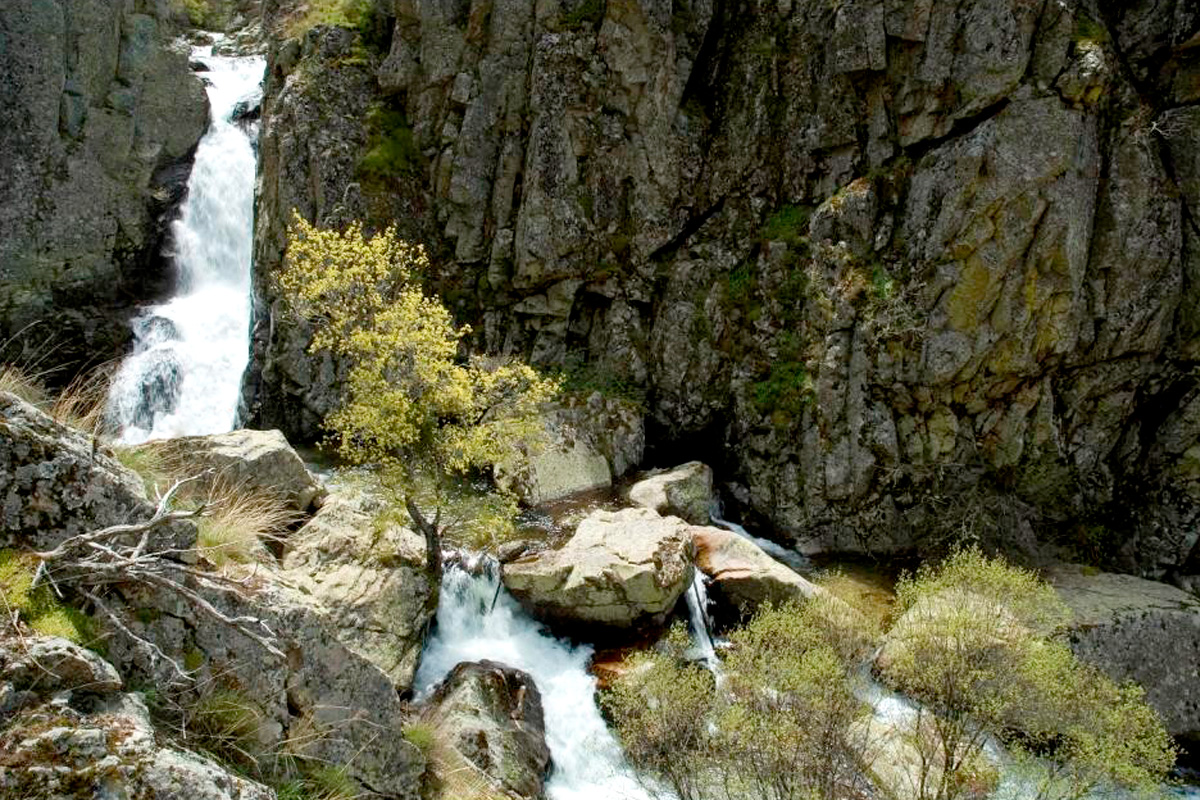
Las cascadas del Purgatorio.

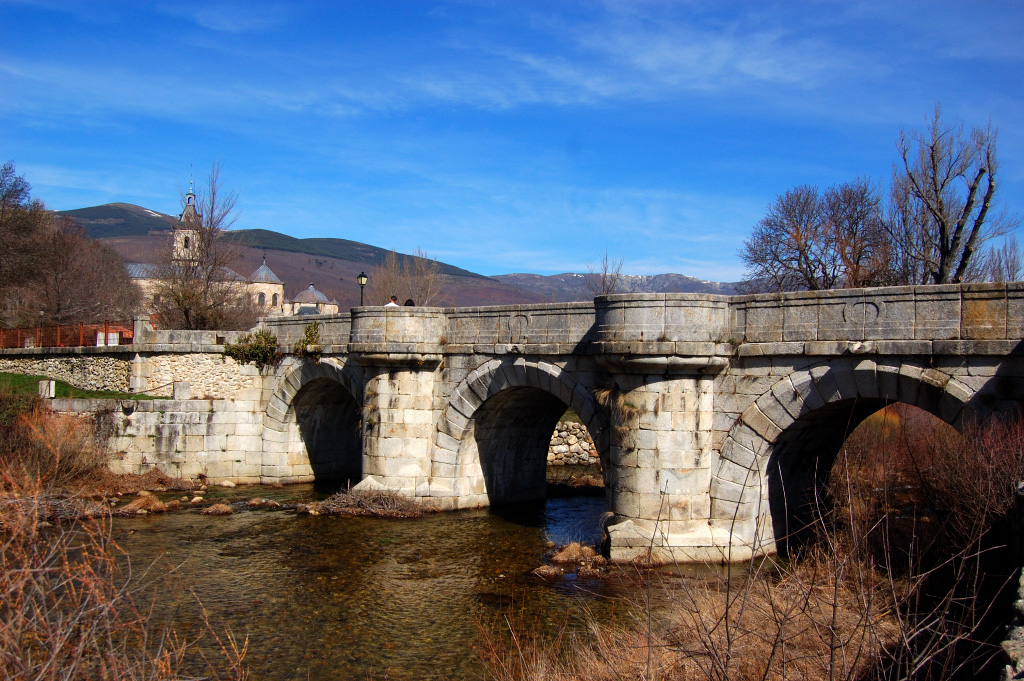
Puente del Perdón (siglo), en Rascafría.

El Lozoya acogió las primeras obras de ingeniería hidráulica del Canal de Isabel II a mediados del siglo XIX, dirigidas a garantizar el suministro de agua a la ciudad de Madrid, por entonces en plena expansión demográfica. Este río resulta fundamental en el abastecimiento de agua potable no solo de la capital, sino de toda la Comunidad de Madrid. 
Su cuenca acoge el 63 % de los recursos hídricos de la región y representa una capacidad de 589 hm³ y, en términos medios históricos, se responsabiliza de más del 50 % del consumo total de la provincia, muy por delante de las contribuciones de las cuencas de los ríos Guadarrama (132 hm³) y Manzanares (102 hm³), los siguientes más importantes en la provisión de agua potable. De hecho, el embalse de El Atazar es el de mayor capacidad de la región, y con sus 425,3 hm³ es casi cuatro veces más grande que el de Valmayor (124,4 hm³) sobre el río Aulencia, situado en segunda posición.
Además, el agua del Lozoya está considerada por su calidad una de las mejores de España, dados los materiales graníticos de su fuente y curso, los cuales impiden la filtración de residuos. Un estudio realizado por la Organización de Consumidores y Usuarios (OCU) en 1993 considera que es la de mayor calidad del país para el consumo humano.
Las infraestructuras construidas en los siglos XIX y XX en la Sierra Norte tuvieron enormes consecuencias sobre el medio físico de la comarca. A pesar de su relevancia para el suministro de agua y electricidad de la Comunidad de Madrid, la zona apenas se ha visto compensada por este sistema productivo y se ha mantenido al margen del desarrollo económico de la región, con importantes problemas de despoblamiento. Es por ello por lo que la comarca es conocida popularmente como la Sierra Pobre.

### El Lozoya y el Canal de Isabel II

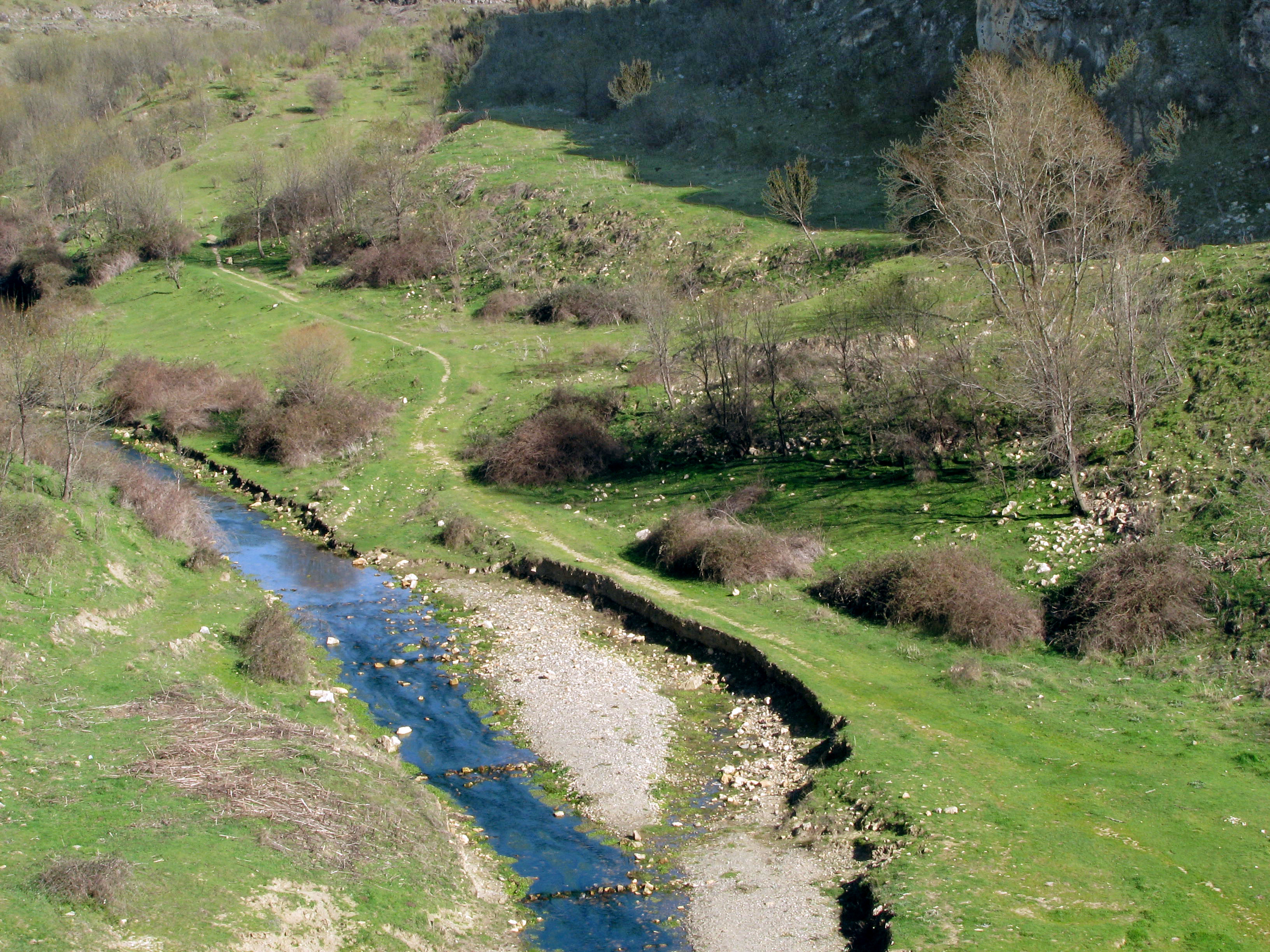
Lozoya a la altura del Pontón de la Oliva

El Canal de Isabel II, empresa pública que hoy gestiona los recursos hídricos de las diferentes cuencas de los ríos madrileños, surgió a iniciativa de la reina Isabel II como un canal de unos 77 km que unía el río Lozoya con la ciudad de Madrid (en concreto, con el depósito de la calle de Bravo Murillo, actualmente desaparecido, salvo una parte usada como archivo del Canal de Isabel II). Su construcción fue aprobada por el Consejo de Ministros, presidido por Juan Bravo Murillo, en reunión del 18 de junio de 1851. El 11 de agosto de ese mismo año se puso la primera piedra de la presa del Pontón de la Oliva, el embalse captador del citado canal. 
Las obras de este canal (también llamado canal del Lozoya) fueron especialmente complicadas. Fueron ejecutadas por 200 peones libres y 1500 presos, quienes contaron como única ayuda con 400 bestias de carga y sus herramientas. Las obras duraron cinco años en los que se sucedieron los infortunios, como varias epidemias de cólera (véase: Pandemias de cólera en España) y fiebres que asolaron a los obreros que, además, tuvieron que hacer frente a frecuentes temporales y riadas.
La llegada de las aguas del Lozoya a Madrid se produjo finalmente el 24 de junio de 1858, siete años después de su aprobación y dos después de la conclusión de las obras del canal. Se celebró un acto inaugural oficial en la calle ancha de San Bernardo, con la instalación de una fuente monumental, ampliamente festejado y aclamado por los madrileños. A partir de ese momento, el río Lozoya ponía a disposición de la villa de Madrid más de 200 litros de agua por habitante y día.

## Las aguas del Lozoya

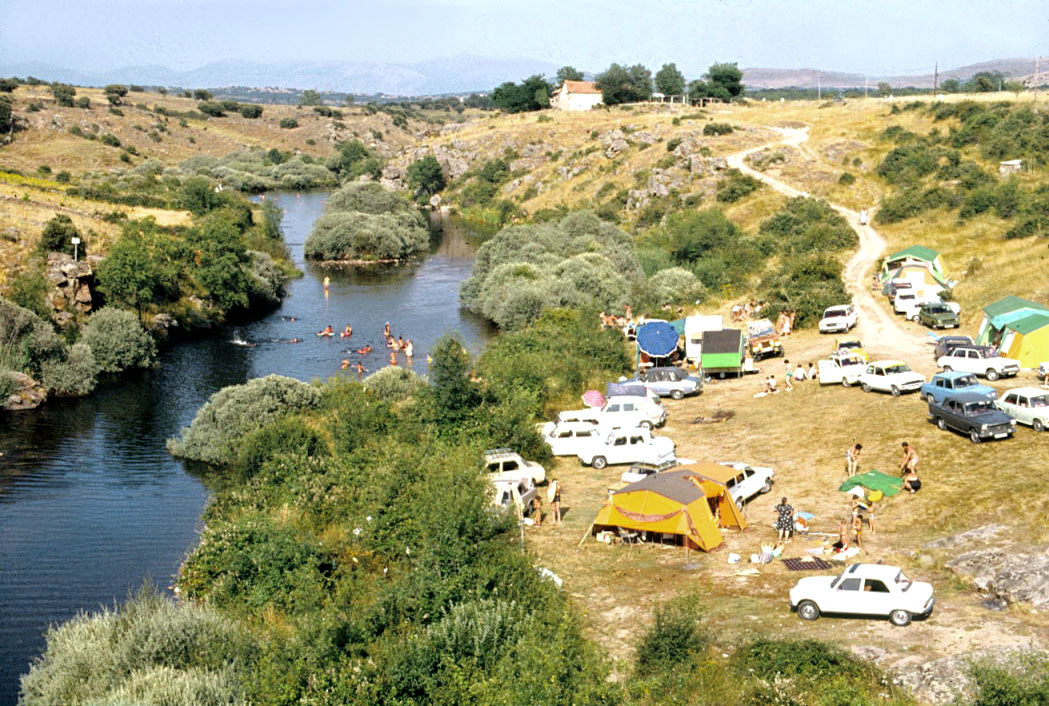
Bañistas en el río en la década de 1970

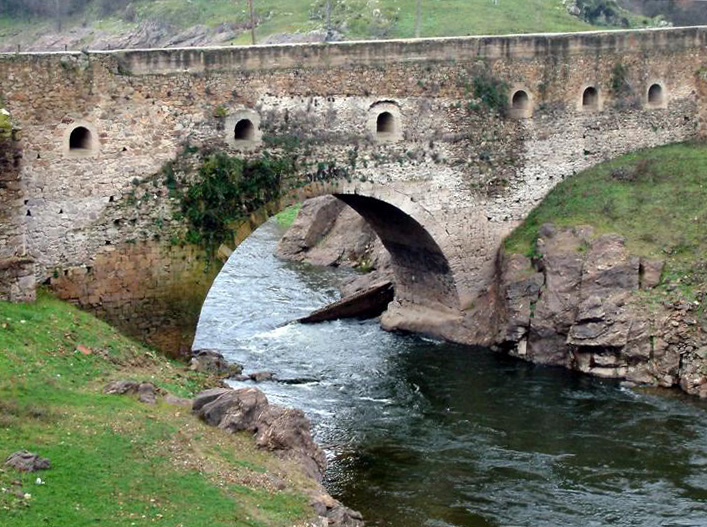
Puente Viejo (siglo), en Buitrago del Lozoya.

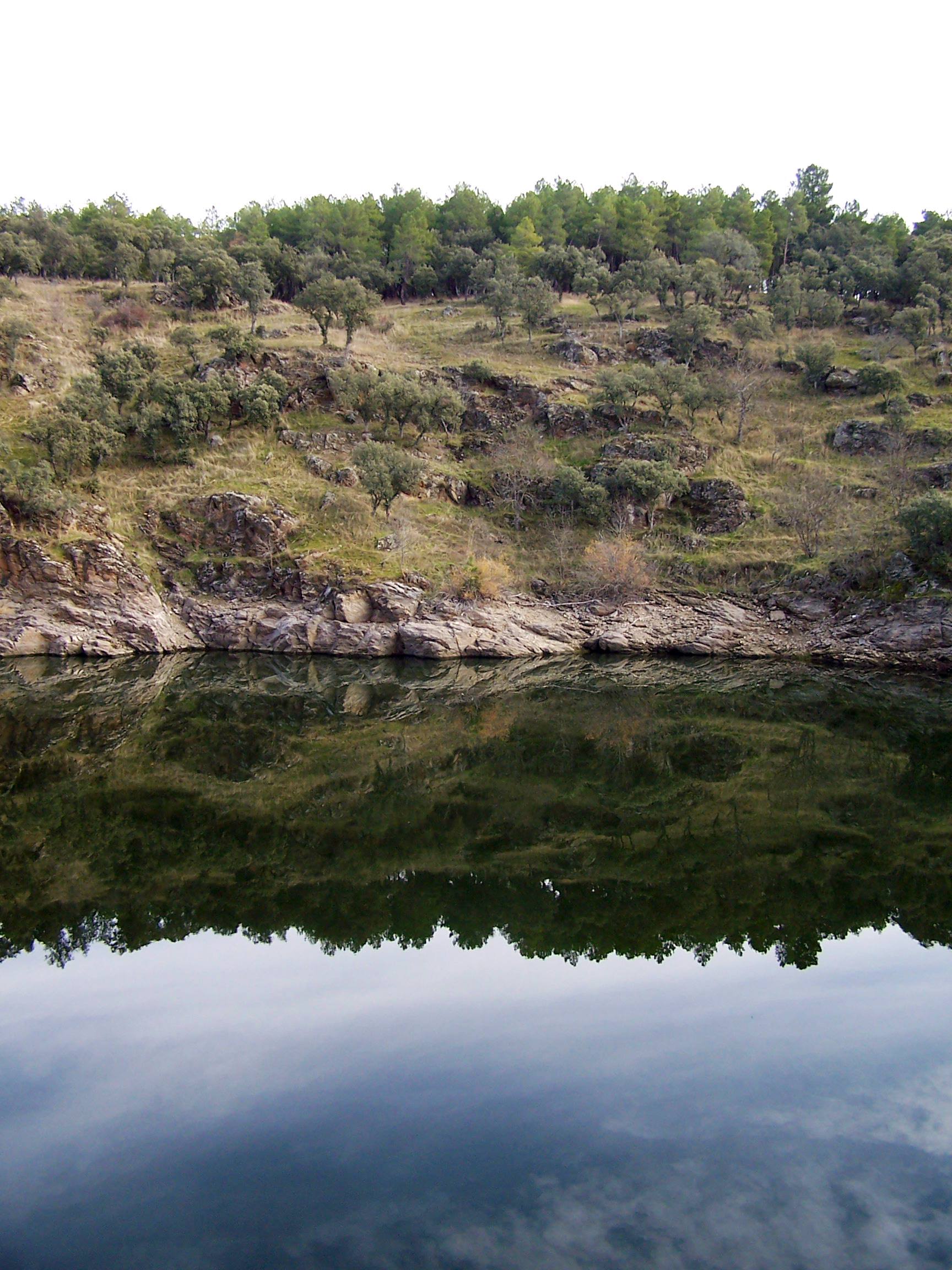
Cuenca del río Lozoya y Sierra Norte.

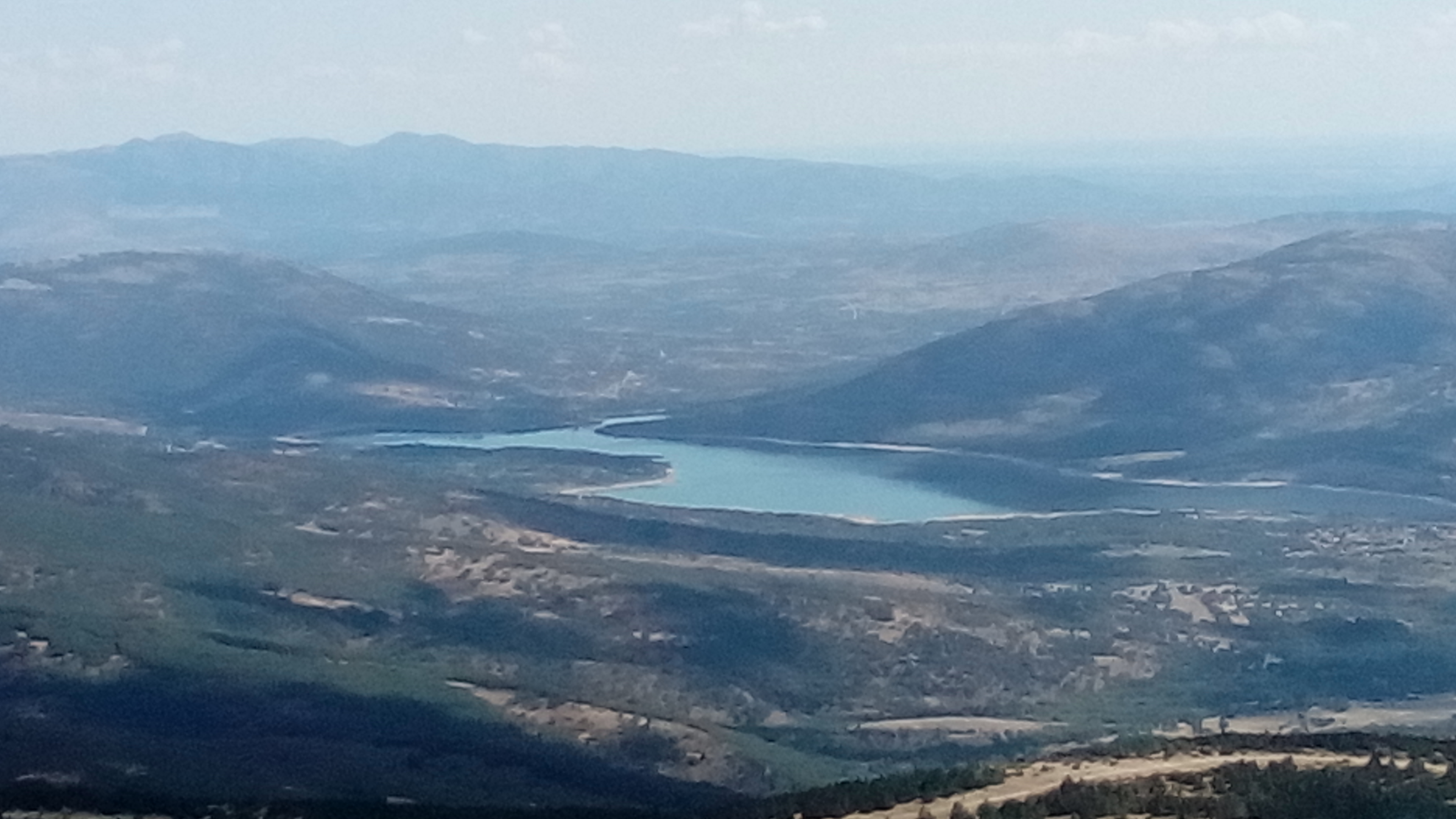
Embalse del río Lozoya visto desde el pico La Flecha que separa Trescasas (Segovia) de Rascafría (Madrid)

Las aguas del río Lozoya proceden del macizo de Peñalara, desde donde discurren a lo largo de la fosa tectónica intramontana de El Paular. A este origen granítico debe el que su agua sea muy blanda y de gran calidad, apreciada desde muy antiguo (antes de la llegada del Canal de Isabel II a Madrid se adquiría en la capital como agua medicinal). 
La alimentación en este tramo del río, al igual que ocurre en el Jarama y otros de sus afluentes, es de origen pluvionival, recibiendo las mayores aportaciones en primavera y otoño. A este respecto es importante recordar la importancia de la cubierta vegetal en la retención y flujo de agua a través del suelo. En particular, los cervunales y piornales de las zonas altas desempeñan un importantísimo papel en la regulación de las aportaciones a los ríos.

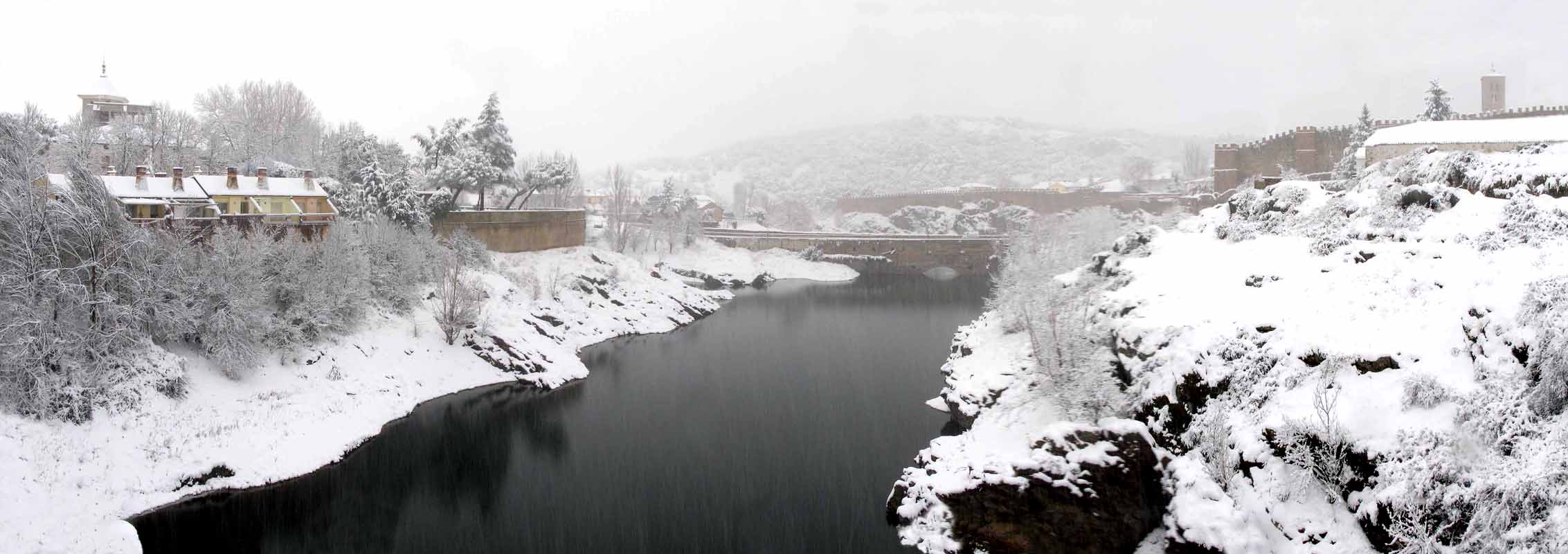
El río Lozoya en invierno, a su paso por Buitrago.

La procedencia del río condiciona también el tipo de sedimentos que transporta: la alteración de granitos y gneises produce arenas de cuarzo al descomponerse el resto de minerales, por lo que será ese tipo de sedimento el característico de este río, como lo es también el del Manzanares. En cambio, el Jarama procede de terrenos metamórficos, de donde acarrea cantos de cuarcita de hasta 25 cm. La presencia de este tipo de depósitos en el aluvial del Jarama le otorga su enorme interés económico como fuente de materiales (áridos) para la construcción. Es la falla de Somosierra, con un salto del orden de los 1500 metros, la que separa los terrenos graníticos y gneísicos al oeste (por los que discurren el Lozoya y el Manzanares), de las pizarras y cuarcitas al este (que forman la cuenca de drenaje del Jarama).

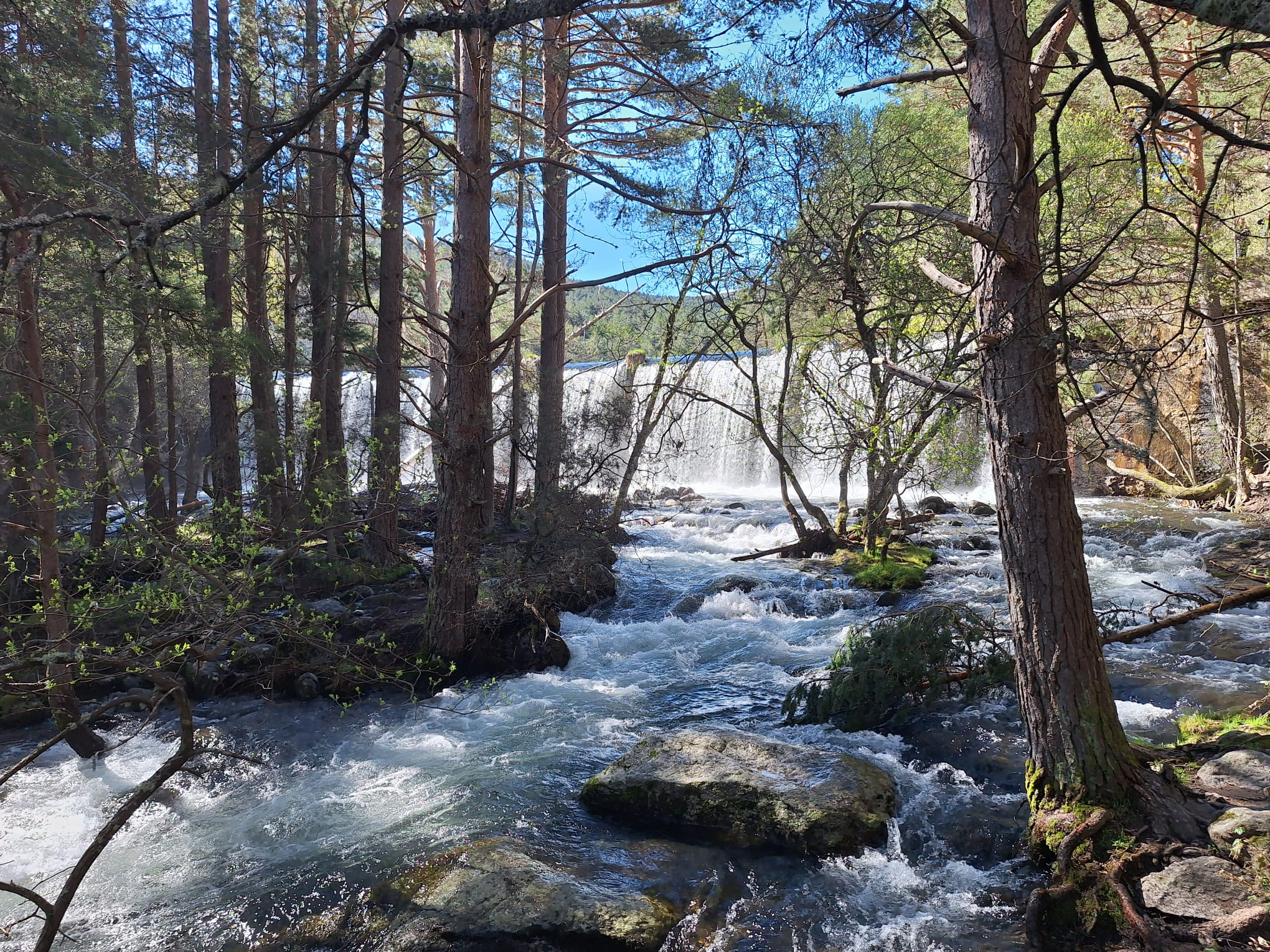
Presa del Pradillo

## Curiosidades
- El agua del río Lozoya tiene fama internacional. Incluso ha servido de inspiración a algunas obras literarias. Es el caso del vodevil teatral El agua del Lozoya, de Arnold y Bach, estrenado en 1923.
- Frases hechas como agua del Lozoya, agua del Canal o agua de Madrid son utilizadas por los madrileños como garantía de calidad y buena salud.
- A pesar de la fama del Lozoya, algunos refranes cuestionan el grado de conocimiento de este río. Así reza la expresión popular: el Lozoya lleva el agua y el Jarama la fama.